# Fabian Śleszyński
Fabian Śleszyński (ur. 1935, zm. 18 sierpnia 2015) – polski działacz państwowy i rzeczoznawca majątkowy, w latach 1981–1990 wicewojewoda częstochowski.

## Życiorys
W latach 1981–1990 pełnił funkcję wicewojewody częstochowskiego. Z zawodu rzeczoznawca majątkowy. Przez wiele lat był członkiem Śląskiego Stowarzyszenia Rzeczoznawców Majątkowych w Katowicach. W 1992 wybrany szefem komisji rewizyjnej częstochowskiego oddziału tego stowarzyszenia.
Zmarł w wieku 80 lat. 24 sierpnia 2015 pochowany na cmentarzu parafialnym w Rędzinach.